# Том ДеЛонг
Томас Мєттью ДеЛонг (англ. Thomas Matthew Delonge Jr, нар.13 грудня, 1975) — американський музикант, найбільш відомий за виступами у гуртах Blink 182 та Angels & Airwaves як гітарист та вокаліст. Народився у невеликому містечку Павей, що у Каліфорнії.

## Юність
Том народився у місті Павей, Каліфорнія. У нього є старший брат — Шон, та молодша сестра — Кері.
Першим його музичним інструментом була труба,подарована батьками на Різдво, коли Томасу було 11 років.
ДеЛонг був звичайним учнем у школі. Для того, щоб придбати гітару Fender йому довелося працювати одразу на трьох роботах. Першим гуртом де грав Том був колектив під назвою Big Oily Men.
Попри захоплення музикою, стати музикантом не було першою мрією хлопця. Спочатку він хотів пов'язати життя з роботою пожежника, навіть брав участь у програмі San Diego Cadet. 
 Батьки розійшлись, коли Тому було 16. Ця сумна подія пізніше стала натхненням для написання пісні «Stay Together for the Kids». Але на цьому неприємності для Тома не закінчились. У тому ж 1991 році він був виключений зі школи Poway High School після того, як був спійманий п'яним під час баскетбольного матчу. Ця подія також згадується у піснях "«Dick Lips» (Blink 182) та «Rite of Spring» (Angels & Airwaves). Згодом перейшов до Rancho Bernardo High School.
 Коли Том повернувся до Poway High School, студенти вибрали його «Королем Повернення», попри те, що його ім'я не було у бюлетенях.
Закінчив школу у 1993 році.

## Утворення гурту
Коли Том перейшов до Rancho Bernardo High School у 1992 році, він зустрів Енн Гоппус — сестру Марка Гоппуса. Саме вона познайомила Тома и Марка у серпні 1992. Щоб вразити ДеЛонга, Марк видерся на ліхтарний стовп і зістрібнув з самого верху, пошкодивши обидві
п'ятки. Після цього Марк два тижні ходив з милицями. Хлопці зрозуміли, що в них є щось схоже, в той же день був створений гурт під назвою «Duck Tape». Ця назва була змінена Томом на Blink. На роль барабанщика був покликаний 14-ти літній Скотт Рейнор. У 1994 був записаний перший альбом Cheshire Cat на лейблі Cargo Music. Коли про молодих панків дізналися в Європі, однойменна ірландська група погрозила судом, якщо не змінять назву. Довелося розширити її до Blink 182.

## Кар'єра уBlink-182
У 1996 році гурт записує альбом Dude Ranch з продюсером Марко Тромбіно. В червні 1997 альбом побачив світ. Синглом стала пісня
Dammit. Це був останній альбом за участю Скотта Рейнора. У 1998 він покинув Blink-182.

Альбом Enema of the State  вийшов на лейблі MCA Records у 1999 році. Саме до цього альбому увійшли такі хіти, як «What's My Age Again?», «All the Small Things» та «Adam's Song». Це перший альбом гурта з новим барабанщиком Тревісом Баркером. Саме цей альбом приніс гурту справжню славу і визнання у США та Європі.

The Mark, Tom, and Travis Show (The Enema Strikes Back!) — перший і поки єдиний «живий» альбом. Альбом включає пісні з попередніх трьох альбомів: Cheshire Cat, Dude Ranch, Enema of the State з переважним фокусом на останній, адже саме у цей період гурт перебував у концертному турі для підтримки цього альбому.

Take Off Your Pants and Jacket
— четвертий студійний альбом американською поп-панк гурта Blink-182, який був виданий 12 червня 2001 року лейблом MCA Records та спродюсований Джері Фінном. Сингли: «The Rock Show», «First Date» та «Stay Together for the Kids». Альбом також став дуже успішним.
У 2003 році гурт записує самий серйозний альбом, музика стала набагато серйознішою. Цей альбом залишився без назви, музиканти таким чином показали "нових" Блінк-182. Альбом отримав чимало негативних оцінок від фанатів. Але критики оцінили альбом позитивно, перед усім за відсутність в ньому "туалетного гумору".

## Box Car Racer
Гурт було засновано під час перерви у концертному турі Blink-182. Європейський тур колективу був відмінений через атаки 11 серпня 2001, та перенесений на початок 2002 року. Проте і цей тур було відмінено через проблеми Тома ДеЛонг зі спиною. Згідно зі словами Тома, гурт виник через «нудьгу» та був створений «на кілька днів заради розваги». Сама ідея створити гурт виникла у Тома під час гри на акустичній гітарі під час запису альбому Take Off Your Pants and Jacket. Гурт створив лише один альбом.